# Enrique Bernoldi
Enrique Antônio Langue e Silvério de Bernoldi, brazilski dirkač Formule 1, * 19. oktober 1978, Curitiba, Brazilija.

## Življenjepis
Debitiral je v sezoni 2001, ko je na sedemnajstih dirkah zabeležil kar deset odstopov. Najboljši rezultat je dosegel na dirki za Veliko nagrado Nemčije, kjer je zasedel deveto mesto, njegova daleč najbolj znana dirka pa je dirka za Veliko nagrado Monaka, kjer je bil deveti, v prvih petintridesetih krogih pa je uspešno zadrževal za sabo Davida Coultharda v precej hitrejšem McLaren-Mercedesu, ki je moral kljub osvojenem najboljšem štartnem položaju zaradi okvare elektronskega štartnega sistema štartati z zadnjega mesta. Po dirki je bil sicer deležen ostrih kritik iz moštva McLaren, toda Bernoldi in Coulthard sta se borila za boljše mesto, zato kljub temu, da je bil Coulthard v boju naslov prvaka, kritike McLarna niso bile upravičene, zafrustrirani in besni Coulthard ga je po dirki celo označil za idiota. V naslednji sezoni 2002 je nastopil še na prvih dvanajstih dirkah, kjer je dosegel le dve uvrstitvi, najboljši rezultat pa je dosegel na dirki za Veliki nagrado Evrope, kjer je bil deseti. Pet dirk pred koncem sezone se je moral upokojiti kot dirkač Formule 1.

## Popolni rezultati Formule 1
(legenda)
| Leto | Moštvo                 | Šasija     | Motor        | 1       | 2       | 3       | 4       | 5       | 6       | 7      | 8       | 9      | 10      | 11      | 12      | 13      | 14     | 15      | 16     | 17     | Prv | Toč |
| ---- | ---------------------- | ---------- | ------------ | ------- | ------- | ------- | ------- | ------- | ------- | ------ | ------- | ------ | ------- | ------- | ------- | ------- | ------ | ------- | ------ | ------ | --- | --- |
| 2001 | Orange Arrows Asiatech | Arrows A22 | Asiatech V10 | AVS Ret | MAL Ret | BRA Ret | SMR 10  | ŠPA Ret | AVT Ret | MON 9  | KAN Ret | EU Ret | FRA Ret | VB 14   | NEM 8   | MAD Ret | BEL 12 | ITA Ret | ZDA 13 | JAP 14 | 21. | 0   |
| 2002 | Orange Arrows          | Arrows A23 | Cosworth V10 | AVS DSQ | MAL Ret | BRA Ret | SMR Ret | ŠPA Ret | AVT Ret | MON 12 | KAN Ret | EU 10  | VB Ret  | FRA DNQ | NEM Ret | MAD     | BEL    | ITA     | ZDA    | JAP    | 22. | 0   |